# Bénaix
Bénaix (okzitanisch Benais) ist ein Ort und eine französische Gemeinde mit 151 Einwohnern (Stand: 1. Januar 2022) im Département Ariège in der Region Okzitanien (zuvor Midi-Pyrénées). Sie gehört zum Arrondissement Pamiers und zum Kanton Pays d’Olmes. Die Einwohner werden Bénaixois genannt.

## Lage
Bénaix liegt am Fuß der französischen Pyrenäen, etwa 48 Kilometer südwestlich von Carcassonne. Umgeben wird Bénaix von den Nachbargemeinden Lavelanet im Norden, Saint-Jean-d’Aigues-Vives im Norden und Nordosten, L’Aiguillon im Nordosten, Fougax-et-Barrineuf im Osten und Südosten, Montségur im Süden, Montferrier im Westen sowie Villeneuve-d’Olmes im Westen und Nordwesten.

## Bevölkerungsentwicklung
| Jahr                       | 1962 | 1968 | 1975 | 1982 | 1990 | 1999 | 2006 | 2019 |
| Einwohner                  | 130  | 130  | 153  | 150  | 178  | 164  | 151  | 152  |
| Quellen: Cassini und INSEE |      |      |      |      |      |      |      |      |